# Corethrella jenningsi
Corethrella jenningsi är en tvåvingeart som beskrevs av Lane 1942. Corethrella jenningsi ingår i släktet Corethrella och familjen Corethrellidae. Inga underarter finns listade i Catalogue of Life.